# Emiliano Zapata, Tabasco kommun
Emiliano Zapata är en kommunhuvudort i Mexiko.   Den ligger i delstaten Chiapas, i den sydöstra delen av landet, 800 km öster om huvudstaden Mexico City. Emiliano Zapata ligger 27 meter över havet och antalet invånare är 18 608.
Terrängen runt Emiliano Zapata är platt. Runt Emiliano Zapata är det ganska glesbefolkat, med 21 invånare per kvadratkilometer. Emiliano Zapata är det största samhället i trakten. Omgivningarna runt Emiliano Zapata är en mosaik av jordbruksmark och naturlig växtlighet.